# Cyril Aldred
Cyril Aldred (Fulham, Londres, Reino Unido; 19 de febrero de 1914- Edimburgo, Escocia; 23 de junio de 1991), fue un egiptólogo e historiador de arte inglés, autor de numerosas obras. Hijo de Frederick Aldred y de Lilian Ethel Underwood-Aldred. 
Trabajó en el Departamento de Arte y Arqueología del Royal Museum of Scotland, también en el Departamento de Arte Egipcio del Metropolitan Museum of Art, de Nueva York.
Entre sus obras destacan: "Los Egipcios", "Los tiempos de las pirámides. De la Prehistoria a los Hicsos", y "Arte Egipcio: en el tiempo de los faraones 3100-320 a. C.".

## Publicaciones
- Los tiempos de las pirámides: de la prehistoria a los hicsos, Madrid : Aguilar, 1978, ISBN 84-03-38027-5
- El Imperio de los conquistadores: Egipto en el nuevo imperio (1560-1070 a. C.) , Madrid : Aguilar, 1979, ISBN 84-03-38028-3
- El Egipto del Crepúsculo: de Tanis a Meroe (1070 a. C.- siglo IV d. C.), Madrid : Aguilar, 1980
- Arte Egipcio, Ediciones Destino, 1996, ISBN 84-233-2254-8
- Los Egipcios, Oberon. Grupo Anaya, S.A., 2005, ISBN 84-96052-88-5

- Jewels of the Pharaohs; Egyptian jewellery of the Dynastie Period; (Unknown Binding), Thames and Hudson, 1971, ISBN 0-500-23138-9
- Akhenaten and Nefertiti, Studio, 1973, ISBN 0-670-11139-2
- Die Juwelen Der Pharaonen, Schuler Verlagsgesellschaft, 1976, ISBN 3-7796-4058-9
- Jewels of the Pharaohs: Egyptian Jewelry of the Dynastic Period, Ballantine Books, 1978, ISBN 0-345-27622-1
- Tut-Ankh-Amun and His Friends, Bellerophon Books, 1979, ISBN 0-88388-043-1
- Tutankhamun, The Artist's Limited Edition, 1979
- Tutankhamen's Egypt, MacMillan Publishing Company, 1980, ISBN 0-684-16886-3
- Egypt to the End of the Old Kingdom, Thames & Hudson, 1982, ISBN 0-500-29001-6
- Egyptian Art (World of Art), Thames & Hudson; Reprint edition, 1985, ISBN 0-500-20180-3
- Akhenaten, Pharaoh of Egypt: A New Study (New Aspects of Antiquity), Time Warner Books UK, 1988, ISBN 0-349-10063-2
- Akhenaten: King of Egypt, Thames & Hudson; Rep edition, 1991, ISBN 0-500-27621-8
- A Coloring Book of Tutankhamun, Bellerophon Books, 1995, ISBN 0-88388-059-8
- Ancient Egypt in The Metropolitan Museum "Journal" Volumes 1-11 (1968-1976), Metropolitan Museum of Art, 1996, ISBN 0-300-08568-0
- Akhénaton, roi d'Égypte, Seuil, 1997, ISBN 2-02-017784-6
- Chief of Seers: Egyptian Studies in Memory of Cyril Aldred (Studies in Egyptology), Kegan Paul, 1997, ISBN 0-7103-0449-8
- The Egyptians (Ancient Peoples and Places), Thames & Hudson; 3rd Rev edition, 1998, ISBN 0-500-28036-3
- Art In Ancient Egypt Middle Kingdom, Alec Tiranti, ISBN 0-85458-849-3
- Art In Ancient Egypt New Kingdom, Alec Tiranti, ISBN 0-85458-360-2
- L'Art égyptien, Thames & Hudson, 2003, ISBN 2-87811-004-8

- Datos: Q1148549